# Through Shadows I Can Hear Ancient Voices
Through Shadows I Can Hear Ancient Voices is het eerste klarinetconcert van Kai Nieminen uit 2002. Nieminen schreef anno 2010 al een reeks soloconcerten, die allen een eigen titel kregen. Through Shadows is tot nu toe (2010) zijn enige klarinetconcert.
De inspiratie voor dit concert kreeg de componist uit het boek Notturno indiano (1984) Nocturne van Antonio Tabucchi, waarin een mengeling van realiteit en droomwereld plaatsvindt. De hoofdfiguur is op zoek naar een vriend die in India verdween, maar het komt erop neer dat hij voornamelijk zichzelf zoekt. Alhoewel het werk is opgedragen aan Mikko Raasakka, gaf Mikko Kauppinen de eerste uitvoering in Vaasa met het plaatselijk orkest onder leiding van Hannu Norjanen op 31 oktober 200].
Het werk bestaat uit drie delen, waarbij na deel twee een cadens is ingevoegd:
1. People who sleep badly;
2. The toilers of the sea
  1. Cadens
3. Don’t seek and don’t believe.

De klarinet in dit concert probeert de luisteraar te hypnotiseren, enerzijds gebeurt dat door felle korte uitstoten, anderzijds door melodielijnen die zijn terug te voeren op de barok (ancient voices). Het begeleidend orkest treedt op als “schaduw” tegenover het “licht” van de solist. Het eind van deel twee bevat al een solo van enkele minuten, vervolgens komt de cadens, naar geheel eigen inzicht in te vullen door de solist.
De componist gaf per deel een motto aan uit andere literaire werken :
- deel 1: Maurice Blanchot: mensen die slecht slapen geven de nacht vorm;
- deel 2: Victor Hugo: het menselijk lichaam kan beschouwd worden als slechts een verschijning; het verbergt de realiteit;
- deel 3: Fernando Pessou: Zoek en geloof niet; alles is verborgen.

## Discografie
Uitgave Naxos, Mikko Raasakka met het Jyväskylä Sinfonia o.l.v. Gallois